# Centralny Zarząd Przemysłu Leśnego
Centralny Zarząd Przemysłu Leśnego – jednostka organizacyjna Ministra Leśnictwa, powołana w celu koordynowania, nadzorowania i kontrolowania oraz pełnienia ogólnego kierownictwa nad działalnością gospodarczą przedsiębiorstw państwowych lub będących pod zarządem państwowym.

## Powołanie Zarządu
Na podstawie zarządzenia Ministra Leśnictwa z  1949 r. o utworzeniu przedsiębiorstwa państwowego pod nazwą Centralny Zarząd Przemysłu Leśnego ustanowiono Zarząd. Zarządzenie powstało w porozumieniu z Przewodniczącym Państwowej Komisji Planowania Gospodarczego i Ministrem Skarbu. Powołanie Zarządu pozostawało w ścisłym związku z dekretem z 1947 r. o tworzeniu przedsiębiorstw państwowych.
Nadzór państwowy nad Zarządem  sprawował Minister Leśnictwa.

## Powstanie Zarządu
Centralny Zarząd Przemysłu Leśnego powstał w wyniku wydzielenia z administracji państwowej jednostki organizacyjnej jako przedsiębiorstwa państwowego  prowadzonego w ramach narodowych planów gospodarczych oraz według zasad gospodarki handlowej.

## Przedmiot działalności Zarządu
Przedmiotem działalności Zarządu było koordynowanie, nadzorowanie i kontrolowanie oraz ogólne kierownictwo działalności gospodarczej przedsiębiorstw państwowych lub będących pod zarządem państwowym.

## Rada Nadzoru Społecznego
Przy Zarządzie  powołana była Rada Nadzoru Społecznego, której zakres działania, sposób powoływania i odwoływania jej członków, organizację i sposób wykonywania powierzonych czynności określi rozporządzenie Rady Ministrów.
Rada Nadzoru Społecznego miała charakter niezależnego organu nadzorczego, kontrolnego oraz opiniodawczego, podlegającego w swej działalności nadzorowi Prezydium Krajowej Rady Narodowej.

## Kierowanie Zarządem
Organem zarządzającym Zarządu była dyrekcja, powoływana i zwalniana przez Ministra  Leśnictwa i składająca się z dyrektora naczelnego, reprezentującego dyrekcję samodzielnie oraz z podległych dyrektorowi naczelnemu trzech dyrektorów.
Do ważności zobowiązań, zaciąganych przez Zarząd, wymagane było współdziałanie, zgodnie z uprawnieniami, przewidzianymi w statucie:
- dwóch członków dyrekcji łącznie,
- jednego członka dyrekcji łącznie z pełnomocnikiem handlowym w granicach jego pełnomocnictwa,
- dwóch pełnomocników handlowych łącznie w granicach ich pełnomocnictw.

## Wykaz przedsiębiorstw nadzorowanych
- Rejon Przemysłu Leśnego z siedzibą w Białymstoku[1],
- Rejon Przemysłu Leśnego z siedzibą w Bydgoszczy,
- Rejon Przemysłu Leśnego z siedzibą w Bytomiu,
- Rejon Przemysłu Leśnego z siedzibą w Czersku,
- Rejon Przemysłu Leśnego z siedzibą w Ełku,
- Rejon Przemysłu Leśnego z siedzibą w Gdańsku,
- Rejon Przemysłu Leśnego z siedzibą w Gorzowie,
- Rejon Przemysłu Leśnego z siedzibą w Kielcach,
- Rejon Przemysłu Leśnego z siedzibą w Kluczborku,
- Rejon Przemysłu Leśnego z siedzibą w Kłodzku,
- Rejon Przemysłu Leśnego z siedzibą w Krakowie,
- Rejon Przemysłu Leśnego z siedzibą w Legnicy,
- Rejon Przemysłu Leśnego z siedzibą w Lublinie,
- Rejon Przemysłu Leśnego z siedzibą w Łodzi,
- Międzyrzecki Rejon Przemysłu Leśnego z siedzibą w Gorzowie,
- Rejon Przemysłu Leśnego z siedzibą w Miliczu,
- Rejon Przemysłu Leśnego z siedzibą w Olsztynie,
- Rejon Przemysłu Leśnego z siedzibą w Opolu,
- Rejon Przemysłu Leśnego z siedzibą w Ostrowie Wlkp.,
- Rejon Przemysłu Leśnego z siedzibą w Ostródzie,
- Rejon Przemysłu Leśnego z siedzibą w Połczynie-Zdroju,
- Rejon Przemysłu Leśnego z siedzibą w Poznaniu,
- Rejon Przemysłu Leśnego z siedzibą w Przemyślu,
- Rejon Przemysłu Leśnego z siedzibą w Radomiu,
- Rejon Przemysłu Leśnego z siedzibą w Siedlcach,
- Rejon Przemysłu Leśnego z siedzibą w Słupsku,
- Rejon Przemysłu Leśnego z siedzibą w Sobieszowie,
- Rejon Przemysłu Leśnego z siedzibą w Stargardzie,
- Rejon Przemysłu Leśnego z siedzibą w Starym Sączu,
- Rejon Przemysłu Leśnego z siedzibą w Szczecinie,
- Rejon Przemysłu Leśnego z siedzibą w Szczecinku,
- Rejon Przemysłu Leśnego z siedzibą w Tarnowie,
- Rejon Przemysłu Leśnego z siedzibą w Toruniu,
- Rejon Przemysłu Leśnego z siedzibą we Wrocławiu,
- Rejon Przemysłu Leśnego z siedzibą w Zakrzewię koło Kłobucka,
- Zielonogórski Rejon Przemysłu Leśnego z siedzibą w Sulechowie,
- Rejon Przemysłu Leśnego z siedzibą w Żaganiu,
- Fabryka Sklejek Przemysłu Leśnego z siedzibą w Białymstoku,
- Fabryka Sklejek Przemysłu Leśnego z siedzibą w Bydgoszczy,
- Fabryka Sklejek Przemysłu Leśnego z siedzibą w Ełku,
- Fabryka Sklejek Przemysłu Leśnego z siedzibą w Ostrowie Wlkp.,
- Fabryka Sklejek Przemysłu Leśnego z siedzibą w Piotrkowie,
- Fabryka Płyt Pilśniowych Przemysłu Leśnego z siedzibą w Świeradowie,
- Zakłady Suchej Destylacji Drewna Przemysłu Leśnego z siedzibą w Hajnówce,
- Fabryka Suchej Destylacji Drewna Przemysłu Leśnego z siedzibą w Wosowskiej,
- Fabryka Kalafonii i Terpentyny Przemysłu Leśnego z siedzibą w Ptuszy,
- Fabryka Kalafonii i Terpentyny Przemysłu Leśnego z siedzibą w Szczebrzeszynie,
- Destylarnia Żywicy Przemysłu Leśnego z siedzibą w Garbatce,
- Destylarnia Żywicy Przemysłu Leśnego z siedzibą w Zagórzu - przedsiębiorstwa państwowe wyodrębnione.